# 蛟竜 (深海探査艇)
蛟竜級潜水艇(Jiao Long, 蛟龙)は世界の海洋底の99.8%である水深7000m未満の海域まで潜れる中国の潜水艇である。
ハイテク技術研究発展計画である「国家863計画」の一環として開発された。

## 概要
シーポール級潜水艇と似たような仕様で2010年8月26日には最大深度が3759メートルに達し、中国は深度3500メートル以上の有人潜水技術を把握した5番目の国となった。COMRA (China Ocean Mineral Resources R&D Association＝中国大洋鉱産資源研究開発協会)が運用する。
しんかい6500よりも耐圧殻の内径は蛟竜の方が大きく、耐圧殻の材料はチタン合金で耐圧殻の径が大きくなるほど居住性が良くなるが、圧力には弱くなり、小さくなるほど圧力に強くなる。日本は安全に対して厳しいルールがあり、耐圧殻の安全基準が日本では設計深度×1.5＋300メートルという構造強度基準で、しんかい6500では10,050mの深さの水圧に耐えられる耐圧殻の設計となっている一方、中国では国際標準化機構(ISO)部会に対し、6,000メートルの深度については適用圧力を設計潜水深度の1.1∼1.25倍でよいではないかと提案していて米国も設計潜水深度×1.25を適用圧力としている。そのため、蛟竜の方が軽く、しかも大きな径でありながら深く潜れる。蛟竜は銀亜鉛電池を使用する。
後部にX翼を備えていて十字では一枚のダメージで機能が半減するが、エックス型では75%が維持される。
2011年には潜水艇母艦「向陽紅09」の水深7千メートル級潜水のための改良が完成した。
2011年7月21日の試験潜航時(5,000mへの挑戦)には水深4027メートルの潜航テストに成功した
。
2012年6月15日に、ドラゴン級潜水艇「蛟竜号」は水深6,671mに到達し、6月24日にはマリアナ海溝で7,020mに到達した。

## 文献
- China's first deep manned submersible, JIAOLONG
- 5000m Sea Trials Test of the Deep Manned Submersible "JIAOLONG"
- Key Technologies and Self Innovation of “JIAOLONG” Manned Submersible
- On an appropriate design and test standard for spherical pressure hull in a deep manned submersible
- Development of the Jiaolong Deep Manned Submersible
- On 7,000 m Sea Trials of the Manned Submersible Jiaolong